# Demografia do Chile
O censo chileno de 2017 relatou uma população de 17,5 milhões de pessoas. A taxa de crescimento demográfico do país tem diminuído desde 1990, junto com a taxa de natalidade. Em 2050 a população deverá alcançar cerca de 20,2 milhões de pessoas, quando irá se estagnar, e começar a diminuir Cerca de 85% da população do país vive em áreas urbanas, sendo que 40% vivem na Grande Santiago. As maiores aglomerações de acordo com o censo de 2002 são a Grande Santiago, com 5,6 milhões de pessoas, a Grande Concepción, com 861.000, e a Grande Valparaíso, com 824.000.
O Chile é uma sociedade multiétnica e a maior parte da população pode reivindicar alguma ascendência europeia, principalmente espanhola (castelhano, andaluz e basco), mas também alemão, italiano, irlandês, francês, britânico, suíço e croata, em várias combinações. Um pequeno, mas influente grupo de imigrantes irlandeses e ingleses chegou ao Chile durante o período colonial. A imigração alemã começou em meados de 1800 e continuou até o século XX, sendo que as províncias de Valdivia, Llanquihue e Osorno, ao sul, mostram uma forte influência alemã. Além disso, há um número significativo de imigrantes e descendentes de povos do Oriente Médio, principalmente palestinos. Cerca de 800.000 ameríndios, principalmente mapuches, residem na região centro-sul. Os aimarás, atacamenhos e diaguitas podem ser encontrados principalmente nos do norte do Chile, em vales e oásis no deserto. A Ilha de Páscoa é a casa dos Rapa Nui, uma população indígena.

## Composição étnica

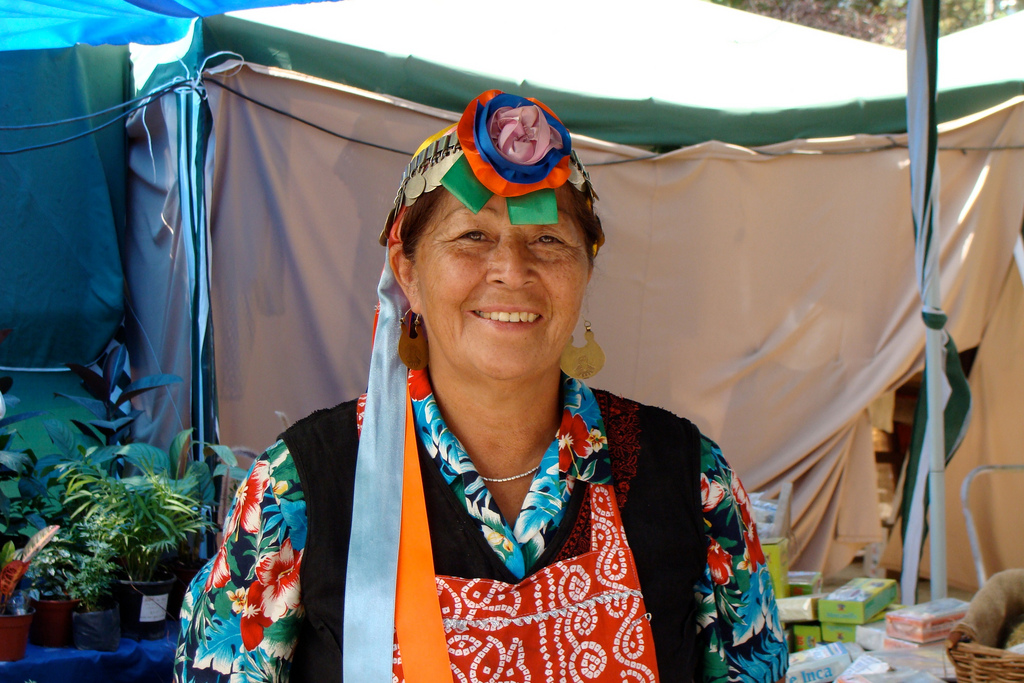
Uma mulher da etnia mapuche.

O Chile não conduz censos raciais e a distribuição das diferentes origens da população tem estimativas conflitantes. Segundo uma pesquisa de opinião realizada em 2011 pela organização chilena Latinobarómetro, 59% dos chilenos se declararam brancos, 25% mestiços, 8% indígenas, 1% mulatos e 2% "outra raça". Um outro estudo, realizado em 2002 pelo Centro de Estudios Públicos (CEP), perguntou aos chilenos se eles tinham "sangue indígena". 43,4% dos entrevistados disseram que tinham "algum sangue indígena", 8,3% disseram que tinham "muito", 40,3% disseram que não tinham "nada", enquanto que 7,8% disseram não saber e 0,2% não responderam. Essa pesquisa mostra que a maioria dos chilenos identificam uma origem indígena na sua família.
A população chilena é principalmente de origem europeia e indígena, 95% da população. O país é relativamente homogenêo, tem uma identidade nacional, popularmente conhecido como chilenidade. Segundo uma fonte, entre 52,7% (8,8 milhões) — 90% (15 milhões) da população são descendentes de europeus. Outro estudo concluiu que 30% da população seria classificada como branca e 65% mestiça. Segundo o Censo 2002, apenas 3,2% da população chilena são ameríndios.
Os estudos de genética de população chilena deram os seguintes resultados:
| Europeu | Americano | Africano | Asiático | Estudo, notas e referências |
| ------- | --------- | -------- | -------- | --- |
| 67,9 %  | 32,1 %    | —        | —        | (Valenzuela et al, 1984): Marco de referencia sociogenético para los estudios de salud pública en Chile. Fonte: Revista Chilena de Pediatría.                                                                            |
| 64,0 %  | 35,0 %    | —        | —        | (Cruz-Coke et al, 1994): Genetic epidemiology of single gene defects in Chile. Fonte: Universidade do Chile. |
| 51,6 %  | 42,1 %    | 6,3 %    | —        | (Oliveira, 2008): O impacto das migrações na constituição genética de populações latino-americanas, fonte: Universidade de Brasília..                                                                                    |
| 51,9 %  | 44,3 %    | 3,8 %    | —        | (Fuentes et al, 2014): Gene geography of Chile: Regional distribution of American, European and African genetic contributions, fote: PubMed.. Amostra replicada em (Ruiz-Linares et al, 2014)                            |
| 54,0 %  | 43,4 %    | 2,6 %    | —        | Resultado médio de três modelos diferentes (Lamp-ld, Rfmix, particular), aplicados em (Eyheramendy et al, 2015): Genetic structure characterization of Chileans reflects historical immigration patterns, fonte: Nature. |
| 57,2 %  | 38,7 %    | 2,5 %    | 1,7 %    | (Homburger et al, 2015): Genomic Insights into the Ancestry and Demographic History of South America. Fonte: Plos One Genetics.                                                                                          |

Em níveis socioeconômicos, o componente europeu é predominante na classe superior chilena, de acordo com (Acuña et al, 2002), da classe média, de 72 3% -76,8% de componentes europeus e 23.2%-27.7% de povos indígenas e as classes mais baixas a 62,9%-65,1% componente europeu e 35%-37,1% mistura de povos indígenas. De acordo com (Cruz-Coke et al, 1994; Bermejo et al, 2017), em níveis socioeconômicos altos, o promédio contribuição europeu pode variar entre 62,0% e 91,0% europeu, ou de 9,0% a 34,0% americano; nas classes médias pode variar de 53,0% a 70,0% europeu, ou 30,0% a 38,0% americano; e nas classes mais baixas de 41,0% a 59,0% de europeu, ou de 39,0% a 59,0% de americano.
Um estudo genético autossômico no Chile apontou que a ancestralidade do povo chileno é 51,6% europeia, 42,1% indígena e 6,3% africana. Um outro estudo genético confirma que o povo chileno é mestiço, mas é notável que as camadas sociais mais baixas apresentam maior grau de ancestralidade indígena, enquanto as camadas mais altas da sociedade têm mais ancestralidade europeia. Um outro estudo genético realizado em pessoas de Santiago, capital do Chile, encontrou uma mistura de ancestralidade, sendo 57% europeia e 43% indígena. Os habitantes de Concepción, outra cidade chilena, têm 65% de ancestralidade europeia e 36% indígena. Já os habitantes de Puerto Montt têm 53% de origem indígena e 47% europeia. Na localidade de Laitec a ascendência é 80% ameríndia e 20% europeia, enquanto que em Poposo é 60% ameríndia e 40% europeia. Mais de 80% do DNA mitocondrial chileno é de origem indígena (o DNA mitocondrial é transmitido de mãe para mãe). Na linhagem paterna (DNA revelado pelo cromossomo y), a contribuição indígena chega a 30%. Do ponto de vista autossômico, isto é, a soma dos antepassados de um dado indivíduo, o chileno médio tende a revelar um alto grau de contribuição europeia com uma larga contribuição indígena, como exposto acima.

## Imigração

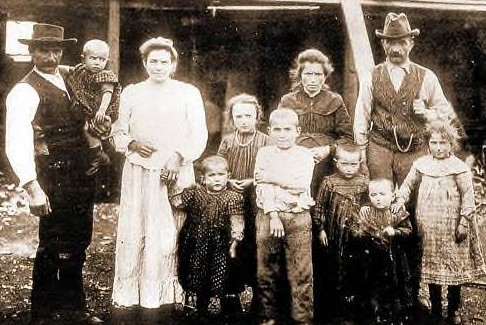
Colonos italianos no sul do Chile.

### Imigração de europeus e árabes
O Chile recebeu um número reduzido de imigrantes, mas estes tiveram alguma importância na formação étnica do país. A população estrangeira nesse país alcançou seu máximo no ano de 1907, quando viviam no Chile 134 524 imigrantes. Destes, somente 53,3% eram europeus, sendo que 42,7% eram provenientes de outros países da América Latina. A população estrangeira no Chile nunca ultrapassou os 4,1% do total da população. A imigração europeia ao Chile foi, portanto, muito pouco expressiva quando comparada às de outros países americanos, como os Estados Unidos, o Brasil, a Argentina ou o Canadá, onde tiveram um peso muito maior.
As estimativas de descendentes de bascos no Chile variam de 10% (1 600 000) até 27% (4 500 000).

Em 1848 houve uma grande imigração de alemães e franceses, a imigração de alemães foi patrocinada pelo governo chileno para fins de colonização para as regiões meridionais do país. Esses alemães (também suíços e austríacos), significativamente atraídos pela composição natural das províncias do Valdivia, Osorno e Llanquihue foram colocados em terras dadas pelo governo chileno para povoar a região. Porque o sul do Chile era praticamente desabitado, a influência desta imigração alemã foi muito forte, comparável à América Latina apenas com a imigração alemã do sul do Brasil. Há também um grande número de alemães que chegaram ao Chile, após a Primeira e Segunda Guerra Mundial, especialmente no sul (Punta Arenas, Puerto Varas, Frutillar, Puerto Montt, Temuco, etc.) A embaixada alemã no Chile estimada que entre 500 mil a 600 mil chilenos são de origem alemã.

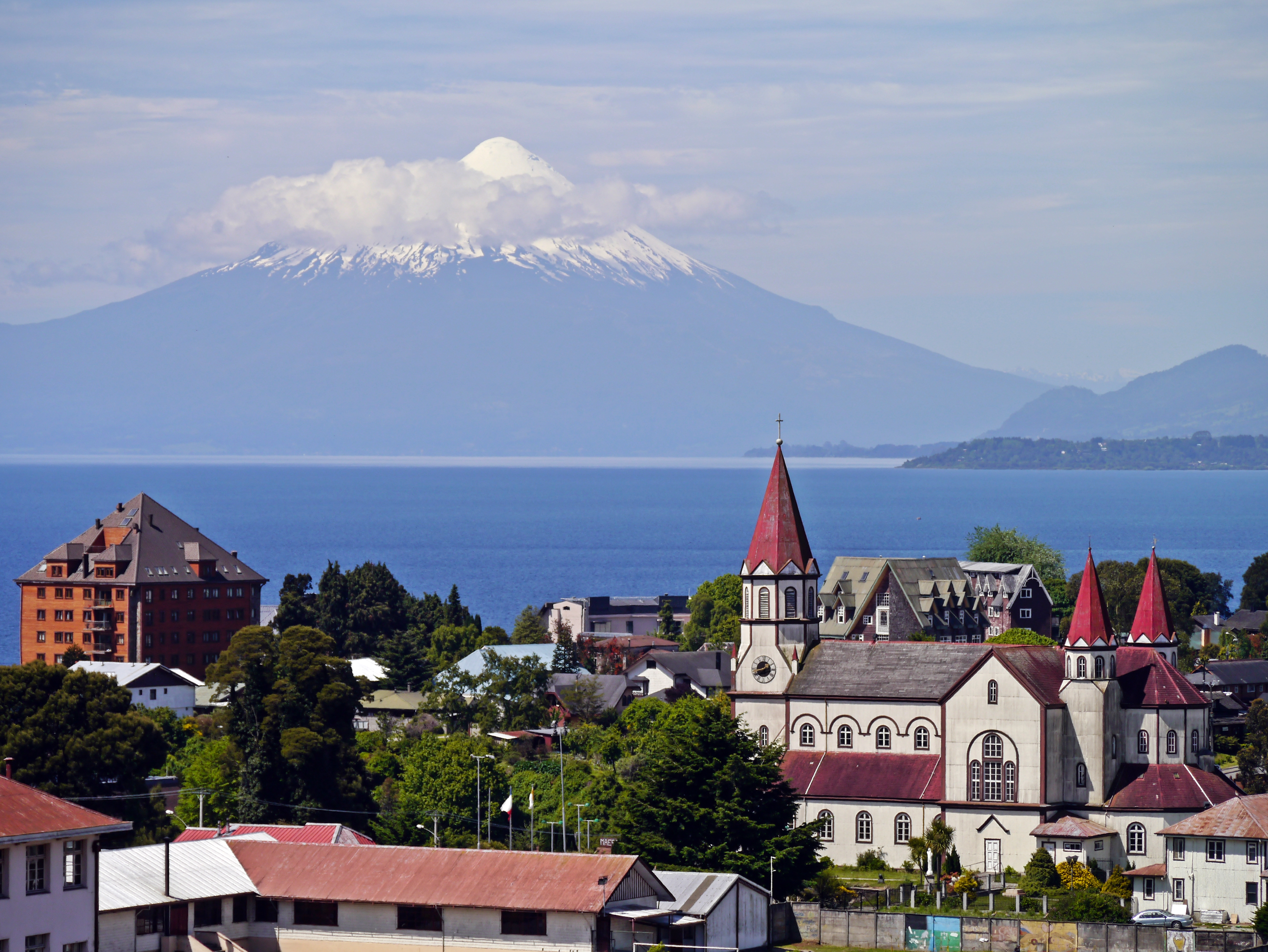
Puerto Varas, cidade no sul do Chile colonizada por alemães.

Além disso, estima-se que cerca de 5% da população chilena é descendente de imigrantes de origem asiática, principalmente do Oriente Médio (ou seja, palestinos, sírios, libaneses e armênios), são cerca de 800 mil pessoas. É importante ressaltar que os israelitas, tanto judeus como não cidadãos judeus da nação de Israel podem ser incluídos. Chile abriga uma grande população de imigrantes, principalmente cristã, do Oriente Médio. Acredita-se que cerca de 500 mil descendentes de palestinos residem no Chile.
Outros grupos de imigrantes historicamente significativos são: os croatas, cujo número de descendentes é estimado em 380 000 pessoas, o equivalente a 2,4% da população. No entanto, outras fontes dizem que 4,6% da população do Chile podem ter alguma ascendência croata. Além disso, mais de 700 mil chilenos de origem britânica (Inglaterra, País de Gales e Escócia), o que corresponde a 4,5% da população.
Os chilenos de ascendência grega são estimados entre 90 mil e 120 mil pessoas, a maioria deles vive no Santiago ou Antofagasta, Chile é um dos 5 países com mais descendentes de gregos no mundo. Os descendentes de suíços somam o número 90 mil, também estima-se que cerca de 5% da população chilena tem alguma ascendência francesa. Os descendentes de italianos estão entre 600 mil e 800 mil pessoas. Outros grupos de ascendência europeia como os descendentes de portugueses, também são encontrados. Esses imigrantes, juntamente com os seus descendentes transformaram culturalmente, economicamente e politicamente o país.

### Imigração de latino-americanos
Desde 1990, Chile atraiu um número significativo de imigrantes de muitos países latino-americanos, o que representou, o censo nacional de 2017, cerca de 1.200.000 pessoas, o que corresponde a 7% da população residente em território chileno, sem contar seu nascido no Chile (jus soli). Suas principais origens e nacionalidades de ascendência origem, corresponde a: 288.233 venezuelanos; 223.923 peruanos; 179.338 haitianos; 146.582 colombianos; 107.346 bolivianos; 74.713 argentinos; 36.994 equatorianos, 18.185 brasileiros; 17.959 dominicanos; 15.837 cubanos e 8.975 mexicanos.
Isso provocou uma mudança na fisionomia de certas comunas do país onde seu número é concentrado. Em comunas como Santiago Centro e Independencia, 1/3 habitantes é um extrangeiro latino-americano (28% e 31% da população destas comunas, respectivamente). Outros municípios da Santiago de Chile com elevado número de imigrantes são Estación Central (17 %) e Recoleta (16%). Nas regiões do norte do país, por ser a principal atividade econômica nacional, também encontrou um elevado número de imigrantes. Por exemplo, na região de Antofagasta 17,3% da população é estrangeira latino-americana, com municípios como Ollagüe (31%), Mejillones (16%), Sierra Gorda (16%) e Antofagasta (11%), com alta percentuais de imigrantes latino-americanos, principalmente bolivianos, colombianos e peruanos.

## Religião
| Religião no Chile  | Religião no Chile  | Religião no Chile | Religião no Chile | Religião no Chile |
| ------------------ | ------------------ | ----------------- | ----------------- | ----------------- |
| Religião           |                    |                   | Porcentagem       |                   |
| Catolicismo romano | Catolicismo romano |                   | 66,65%            | 66,65%            |
| Protestantismo     | Protestantismo     |                   | 16,44%            | 16,44%            |
| Sem religião       | Sem religião       |                   | 11,45%            | 11,45%            |
| Outras             | Outras             |                   | 5,46%             | 5,46%             |

No censo mais recente (2012), 66,65% da população acima de 14 anos se identificou como católicos romanos e 16,4% como  protestantes. No censo, o termo "protestante" se refere a todas as igrejas cristãs não católicas, com excepção da Igreja Ortodoxa (do grego, persa, sérvio, ucraniano e armênio), da Igreja de Jesus Cristo dos Santos dos Últimos Dias (Mórmons) e das Testemunhas de Jeová. Aproximadamente 90% dos  protestantes são pentecostais. As igrejas luterana, evangélica reformada, presbiteriana, anglicana, episcopal, batista, Congregação Cristã, adventista e a metodista também estão presentes. Pessoas sem religião, ateus e agnósticos, são responsáveis por cerca de 11.5% da população do país.

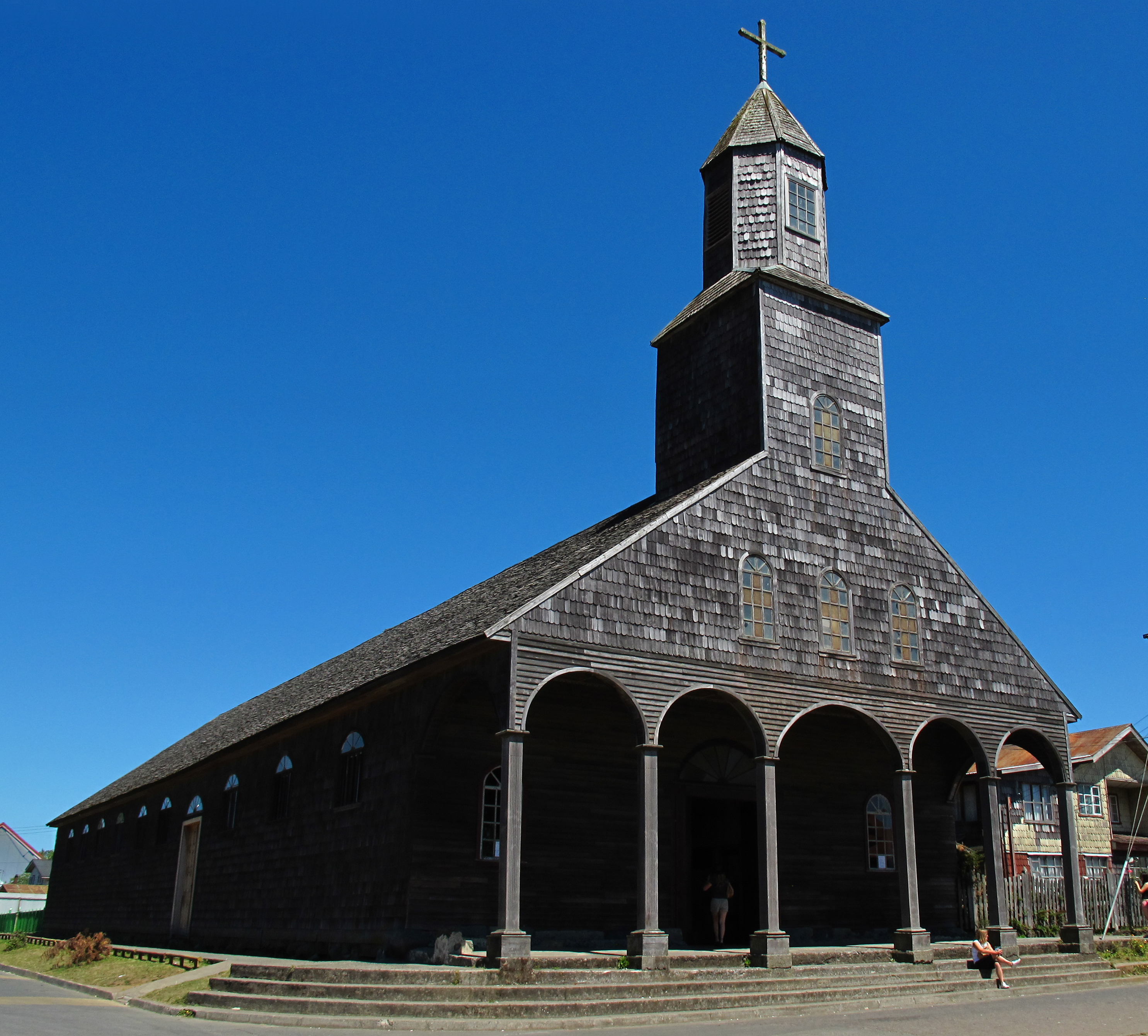
Imagem de uma das Igrejas de Chiloé, um Patrimônio da Humanidade pela UNESCO.

A Constituição prevê a liberdade de religião, e outras leis e políticas contribuem para a prática livre da religião em geral. A lei protege a todos os níveis desse direito, de forma plena contra o abuso de agentes governamentais ou privados.
Igreja e Estado estão oficialmente separados. A legislação de 1999 sobre a religião proíbe a discriminação religiosa, no entanto, a Igreja Católica goza de um estatuto privilegiado e, ocasionalmente, recebe tratamento preferencial. Os funcionários do governo participam de eventos católicos e também de grandes cerimônias protestantes e judias.
O Natal, a Sexta-Feira Santa, a Festa de Nossa Senhora do Carmo, a Festa dos Santos Apóstolos Pedro e Paulo, a Festa da Assunção, Todos os Santos, e a Festa da Imaculada Conceição são feriados nacionais. O governo declarou recentemente o dia 31 de outubro como o Dia da Reforma, um feriado nacional em honra das igrejas protestantes do país.
Os santos padroeiros do Chile são Nossa Senhora do Carmo e Santiago Maior. Em 2005, o chileno Santo Alberto Hurtado foi canonizado pelo papa Bento XVI e se tornou também patrono do país. Hurtado foi o primeiro santo canonizado por Bento XVI e o segundo chileno, depois de Santa Teresa dos Andes.

## Indicadores
- População 17.948.141 (2015)[63]
- População urbana: 90% (2015)[64]
- Crescimento demográfico: 1% ao ano (2015)[65]

População de 0-14 anos: 20% (2015)
População de 15-64 anos: 69% (2015)
População de 65 anos ou mais: 11% (2015)
- Taxa de fecundidade: 1,8 filhos por mulher (2014)[69]
- Expectativa de vida: Homens, 79 anos (2014),[70] e mulheres, 84 anos (2014)[71]
- Mortalidade infantil: 5 por 1.000 (2014)[72]
- Analfabetismo, acima de 15 anos, ambos os sexos: 3% (2015)[73]
- IDH: 0,832 (2015)[74]